# Toshihiro Yoshimura
Toshihiro Yoshimura (Shizuoka, 28 juni 1971) is een voormalig Japans voetballer.

## Carrière
Toshihiro Yoshimura speelde tussen 1990 en 2001 voor Júbilo Iwata, Vissel Kobe en Oita Trinita.